# Хуан Еснајдер
Хуан Еснајдер (5. март 1973) бивши је аргентински фудбалер.

## Каријера
Током каријере играо је за Реал Мадрид, Реал Сарагоса, Атлетико Мадрид, Еспањол, Јувентус и многе друге клубове.

## Репрезентација
За репрезентацију Аргентине дебитовао је 1995. године. За национални тим одиграо је 3 утакмице и постигао 2 гола.

## Статистика
| Аргентина | Аргентина | Аргентина |
| Год.      | Ута.      | Гол.      |
| --------- | --------- | --------- |
| 1995      | 1         | 2         |
| 1996      | 1         | 0         |
| 1997      | 1         | 0         |
| Укупно    | 3         | 2         |